# Uganda en los Juegos Olímpicos de Roma 1960
Uganda estuvo representada en los Juegos Olímpicos de Roma 1960 por un total de 10 deportistas que compitieron en 2 deportes.
El equipo olímpico ugandés no obtuvo ninguna medalla en estos Juegos.